# Clinohelea wygodzinskyi
Clinohelea wygodzinskyi är en tvåvingeart som beskrevs av Lane 1948. Clinohelea wygodzinskyi ingår i släktet Clinohelea och familjen svidknott. Inga underarter finns listade i Catalogue of Life.